# Mie kangkung
Le mie kangkung (littéralement : « nouilles kangkung »), est une soupe de nouilles et de légumes indonésienne, contenant du kangkung (épinard d'eau), traditionnellement accompagnée de bakso et de champignons. C'est une spécialité de la cuisine betawi de Jakarta, en Indonésie. Des nouilles jaunes sont servies dans une soupe épaisse, à base d'un bouillon de poulet ou de bœuf lié au tapioca, assaisonnée d'ail et de kecap manis (sauce soja sucrée). La soupe contient des bakso (boulettes de viande), des pousses de soja, des champignons, des œufs durs de caille et est garnie de bawang goreng (échalotes frites), de jus de combava et de sambal.